# アソム人民会議
アソム人民会議（アソムじんみんかいぎ、アサッム語:অসম গণ পৰিষদ）は、インドの政党。地方政党の1つとして位置づけられ、アッサム州で活動している。

## 歴史
1979年から1985年まで続いた反外国人運動を指導したアッサム学生連合と全アッサム人民闘争会議の主な指導者により、1985年に結成された。
アソム人民会議は、1985年と1996年のアッサム州議会選挙に勝利し、それぞれで州政権を担当したことがある。しかし2001年の州議会選挙ではインド人民党と選挙協力を結びながらも、両党間の調整はうまくいかず、国民会議派に敗北を喫した。2006年の州議会選挙では単独で国民会議派に挑み、24議席を得て第2党となる。しかし2011年州議会選挙では14議席を失い、さらに党総裁のチャンドラ・モハン・パトワーリーまで落選するという惨敗を喫した。これにより州議会内でも全インド統一民主戦線やボドランド人民戦線の後塵を拝する第4党に転落した。パトワーリーは敗北の責任をとって党総裁を辞任、プラフラ・クマール・マハンタが後任となった。
近年のローク・サバー（連邦下院）選挙でも会議派や人民党の勢いに押されており、1999年選挙ではアッサム州割当14議席のうち1議席も獲得できなかった。2004年総選挙では2議席を獲得して復調の気配を見せる。しかし2009年総選挙ではインド人民党と選挙協力を結んだにもかかわらず、1議席に後退してしまった。それが原因の1つとなり、アソム人民会議は連邦レベルでは国民民主同盟に参加しなかった。
2014年の連邦下院選挙でもアソム人民会議の苦境は改善されず、ついにアッサム州での連邦下院議席を全て喪失してしまった。この敗北の責任をとり、党総裁のマハンタが辞任、2014年7月にアトゥール・ボラが後任となった。

## 基本路線・政治手法
アソム人民会議はその政党の成り立ちからも明らかなように、移民とムスリムの脅威を強調し、不法移民の国外退去を主張する立場をとってきている。同様の主張はアッサム州内のインド人民党も唱えており、インド人民党との差別化のため、全国水路網への反対、公職における地元民雇用の留保などアッサムの利益擁護も前面に打ち出している。しかし近年のアソム人民会議は、党内分裂や選挙協力の失敗に苦しんでおり、インド人民党にその票を食われ続けている有様となっている。また、目の仇としていたムスリム住民はすでに州総人口の25％を超え、西部と中部では過半数に達する県も少なくなくなるなど、現在の政治路線を維持するには不利な条件が出現している。結局この状況が、2011年州議会選挙や2014年連邦下院選挙において、ムスリムの支持を集める全インド統一民主戦線に先んじられた主な原因の1つとなった。